# El Nuevo Día (Porto Rico)
El Nuevo Día (dallo spagnolo: "il nuovo giorno") è un quotidiano portoricano con sede a Guaynabo. È distribuito sull'isola e in alcuni stati americani.

## Storia
Fu fondato nel 1909 da Eugenio Astol, Guillermo V. Cintrón e Nemesio R. Canales con il nome di El Diario de Puerto Rico.
Nel 1948, il quotidiano fu acquistato dal futuro governatore di Ponce, Luis Alberto Ferré. Dopo la sua elezione nel 1968, vendette il giornale a suo figlio, Antonio Luis.
Due anni dopo, nel 1970, Antonio Luis trasferì la sede del giornale a San Juan e lo ribattezzò in El Nuevo Día. Carlos Castañeda è stato il primo direttore della pubblicazione. Gli uffici, inizialmente situati a Puerta de Tierra, dal 1986 si trasferirono a Guaynabo.
La famiglia Ferré è tuttora proprietaria del giornale. Maria Eugenia Rangel è la presidente, Luis Alberto il direttore editoriale. Nel 2006 il giornale ha avuto una tiratura di 155.000 copie.
Il principale concorrente è El Vocero.

## El Nuevo Día Orlando
Nel settembre 2003 è stata creata un'edizione speciale a Orlando, in Florida. Nel novembre 2006 il giornale è diventato gratuito e sono state vendute quasi 25.000 copie al giorno. Sfortunatamente però, dopo un indebolimento economico della regione e un calo di interesse per il giornale, le sue attività furono cessate il 29 agosto 2008.